# استند نیوز
استند نیوز (چینی: 立場新聞) یک وب‌سایت رایگان، غیرانتفاعی و آنلاین خبری است که در هنگ کنگ مستقر است و از ۲۰۱۴ تا ۲۰۲۱ فعال بود. این وب‌سایت به عنوان جایگزین خانه نیوز در دسامبر ۲۰۱۴ تأسیس شد. این وب‌سایت عمدتاً روی مسائل اجتماعی و سیاسی در هنگ کنگ متمرکز بود و یکی از رسانه‌های مستقل و طرفدار دموکراسی در این کشور به‌شمار می‌رفت.
استند نیوز در دو نظرسنجی عمومی که توسط دانشگاه چینی هنگ کنگ در ۲۰۱۶ و ۲۰۱۹ انجام شد، بالاترین اعتبار را در میان رسانه‌های خبری آنلاین در هنگ کنگ کسب کرد.
در ۲۹ دسامبر ۲۰۲۱، در بحبوحه سرکوب فزاینده رسانه‌های خبری توسط دولت و به دنبال تصویب قانون امنیت ملی هنگ کنگ در ۲۰۲۰ استند نیوز توسط نیروی پلیس هنگ کنگ مورد حمله قرار گرفت و کارکنان ارشد این رسانه دستگیر شدند و دارایی‌های آن نیز مسدود شد. در نتیجه، مشابه بسته شدن اپل دیلی، استند نیوز مجبور به اخراج کارکنان خود و انحلال شرکت گردید.